# Salacia elliptica
Salacia elliptica är en benvedsväxtart som först beskrevs av Carl Friedrich Philipp von Martius, Johann Jakob Roemer och Schult., och fick sitt nu gällande namn av George Don. Salacia elliptica ingår i släktet Salacia och familjen Celastraceae. Inga underarter finns listade.